# برایان سارمینتو
برایان سارمینتو (انگلیسی: Brian Sarmiento؛ زادهٔ ۲۲ آوریل ۱۹۹۰) بازیکن فوتبال اهل آرژانتین است.
از باشگاه‌هایی که در آن بازی کرده‌است می‌توان به باشگاه فوتبال بانفیلد، باشگاه فوتبال ژیرونا، باشگاه فوتبال خرز، باشگاه فوتبال آرسنال ساراندی، باشگاه فوتبال استودیانتس، باشگاه فوتبال راسینگ سانتاندر، و باشگاه فوتبال راسینگ کلوب آویاندا اشاره کرد.
وی همچنین در تیم‌های ملی فوتبال Argentina national under-17 football team و زیر ۲۰ سال آرژانتین بازی کرده‌است.